# Яковлев, Алексей Ефимович
Алексей Ефимович Яковлев (24 сентября 1903, дер. Иванаево, Лаишевский уезд, Казанская губерния — 1 июня 1991, Москва) — советский военачальник, генерал-лейтенант (8 сентября 1945), кандидат военных наук (12 июня 1965).
Член ЦК КП(б) Эстонии (1951—1955 годы).

## Начальная биография
Алексей Ефимович Яковлев родился 24 сентября 1903 года в деревне Иванаево ныне Рыбно-Слободского района Татарстана.
С 1914 по 1920 годы учился в Казанской учительской семинарии и на Казанских педагогических курсах.

## Военная служба

### Довоенное время
9 сентября 1921 года призван в ряды РККА и направлен на учёбу в 12-ю Симбирскую пехотную школу, однако в феврале 1922 года переведён на 16-е объединённые мусульманские командные курсы в Казани, находясь на которых, в период с мая по октябрь 1922 года командиром отделения и старшиной роты курсантов находился в подвижном лагерном сборе в крепости Кушка и принимал участие в боевых действиях против басмачества. После окончания курсов в апреле 1923 года направлен в 1-ю стрелковую дивизию, в составе которой служил на должностях помощника командира взвода в 3-м стрелковом полку и старшины и командира взвода в 1-м стрелковом полку.
С октября 1924 года служил на должностях командира взвода и курсового командира в Татаро-Башкирской объединённой военной школе в Казани. В августе 1925 года там же выдержал экзамен за курс нормальной военной школы. В ноябре 1929 года А. Е. Яковлев направлен на учёбу на Ленинградские курсы усовершенствования командного состава по физическому образованию, после окончания которых в мае 1930 года вернулся в Татаро-Башкирскую военную школу, где назначен на должность руководителя физической подготовки, а в декабре 1932 года — на должность командира роты курсантов.
В мае 1935 года переведён на должность инструктора высшей вневойсковой подготовки при начальнике военной подготовки Приволжского военного округа, а в декабре того же года — на должность начальника учебно-строевой части окружных курсов по переподготовке начсостава хозяйственной службы.
В апреле 1936 года переведён в Одесское пехотное училище, в котором служил командиром роты тяжёлого оружия, начальником учебного отдела и командиром батальона.
В декабре 1938 года направлен на учёбу на курсы «Выстрел», которые окончил в июне 1939 года и в августе того же года майор А. Е. Яковлев назначен на должность командира 396-го стрелкового полка (135-я стрелковая дивизия, Киевский военный округ), дислоцированного в городе Белая Церковь.

### Великая Отечественная война
С началом войны находился на прежней должности. 396-й стрелковый полк под командованием А. Е. Яковлева принимала участие в боевых действиях в районе Ровно в ходе приграничного сражения. В июле 1941 года переведён на должность командира 641-го стрелкового полка (165-я стрелковая дивизия), после чего участвовал в ходе Киевской оборонительной операции.
В августе 1941 года подполковник А. Е. Яковлев назначен на должность старшего помощника начальника оперативного отдела Юго-Западного фронта, а в январе 1942 года — на ту же должность в штаб Юго-Западного направления, находясь на которых, принимал участие в подготовке и проведении Елецкой и Барвенково-Лозовской наступательных операций.
В мае 1942 года полковник Алексей Ефимович Яковлев направлен на учёбу на ускоренный курс при Высшей военной академии имени К. Е. Ворошилова, после окончания которого в октябре того же года назначен заместителем начальника штаба и начальником оперативного отдела штаба 24-й армии (Донской фронт), после чего принимал участие в ходе Сталинградской битвы. В феврале 1943 года армия была выведена в резерв Ставки Верховного Главнокомандования и передислоцирована в район Воронежа, где в апреле преобразована в 4-ю гвардейскую.
В июне 1943 года полковник А. Е. Яковлев назначен на должность командира 80-й гвардейской стрелковой дивизии, которая вскоре принимала участие в боевых действиях в ходе Белгородско-Харьковской наступательной операция, Битвы за Днепр, Кировоградской, Корсунь-Шевченковской и Уманско-Ботошанской наступательных операций.
В мае 1944 года назначен на должность начальника штаба 53-й армии, после чего участвовал в ходе Ясско-Кишинёвской, Дебреценской, Будапештской, Братиславско-Брновской и Пражской наступательных операций.
В июне — июле 1945 года 53-я армия была передислоцирована в район города Чойбалсан (Монгольская народная республика), где включена в состав Забайкальского фронта, после чего в августе принимала участие в ходе Хингано-Мукденской наступательной операции (Советско-японская война), во время которой прорвала Чжалайнор-Маньчжурский и Аршанский укреплённые районы, преодолела Большой Хинган в результате чего участвовала в освобождении городов Чанчунь, Мукден и Порт-Артур.

### Послевоенная карьера
После окончания войны находился на прежней должности. По расформировании армии с октября 1945 года генерал-лейтенант А. Е. Яковлев находился в распоряжении Главного управления кадров НКО и в мае 1946 года назначен на должность старшего преподавателя Высшей военной академии имени К. Е. Ворошилова. В 1950 году ему присвоены права окончившего эту же академию.
В январе 1951 года назначен на должность командира 4-го гвардейского стрелкового корпуса (Ленинградский военный округ). В мае того же года избран членом ЦК КП(б) Эстонии.
С июня 1954 года служил начальником кафедры общей тактики Военной академии имени М. В. Фрунзе.
С ноября 1955 года генерал-лейтенант А. Е. Яковлев находился в распоряжении главкома Сухопутных войск и в марте 1956 года направлен в Высшую военную академию имени К. Е. Ворошилова, где назначен на должность старшего преподавателя кафедры оперативного искусства, в феврале 1958 года — на должность курсового руководителя и старшего преподавателя оперативного искусства, а в ноябре 1961 года — на должность начальника кафедры тактики высших соединений.
Генерал-лейтенант Алексей Ефимович Яковлев в ноябре 1968 года вышел в отставку. 
Умер 1 июня 1991 года в Москве.

## Воинские звания
- Генерал-майор (29 октября 1943 года);
- Генерал-лейтенант (8 сентября 1945 года).

## Награды
- Орден Ленина (05.11.1946);
- Пять орденов Красного Знамени (02.02.1943, 01.04.1944, 03.11.1944, 08.09.1945, 19.11.1951);
- Орден Суворова 2 степени (28.04.1945);
- Орден Богдана Хмельницкого 2 степени (13.09.1944);
- Орден Отечественной войны 1 степени (06.04.1985);
- Два ордена Красной Звезды (05.11.1941, 22.02.1968);
- Медали.

Иностранные награды
- Орден Тудора Владимиреску 2 степени (Румыния, 01.10.1974);
- Орден «Защита Отечества» 3 степени (Румыния);
- Орден Красного Знамени (Чехословакия; ?.10.1969);
- Орден Заслуг Венгерской Народной Республики (1970);
- Медаль «25 лет освобождения Румынии» (?.10.1969).